# دوزان بايفيتش
دوزان بايفيتش (بالبوسنوية: Dušan Bajević)‏ هو لاعب كرة قدميوغوسلافي معتزل، لعب مع منتخب بلاده في كأس العالم 1974، ويعمل حالياً في التدريب.

## مسيرته الكروية
لعب دوزان باجيفيتش خلال مسيرته الاحترافية مع ناديين في سبعة عشر موسمًا وسجل خلالها 231 هدف ضمن 429 مباراة. حيث فاز في موسم واحد بالكأس وفي موسمين بالدوري.
خاض دوزان باجيفيتش مسيرته مع نادي فيليز موستار في موسم 1966–67 في المرة الأولى ليلعب معه أحد عشر موسمًا ثم في موسم 1981–82 ولمدة موسمين، مشاركًا طوالها في 323 مباراة سجل خلالها 166 هدف. ثم انتقل إلى نادي أيك أثينا في موسم 1977–78 ليلعب معه أربعة مواسم، حيث شارك في 106 مباراة سجل خلالها 65 هدفًا.

## روابط خارجية
- دوزان باجيفيتش على موقع الاتحاد الدولي (مؤرشف)  (الإنجليزية)
- دوزان باجيفيتش على موقع الاتحاد الأوربي (الإنجليزية)
- دوزان باجيفيتش على موقع قاعدة بيانات كرة القدم.إي يو (الإنجليزية)
- دوزان باجيفيتش على موقع ناشيونال فوتبول تيمز (الإنجليزية)
- دوزان باجيفيتش على موقع عالم كرة القدم.نت (الإنجليزية)